# Svetovno prvenstvo v košarki 2023
Svetovno prvenstvo v košarki FIBA 2023 je devetnajsti turnir svetovnega prvenstva v košarki FIBA za moške nacionalne košarkarske ekipe. Turnir je drugi, na katerem sodeluje 32 ekip, trenutno pa ga prvič v zgodovini turnirja gosti več držav – Filipini, Japonska in Indonezija – od 25. avgusta do 10. septembra 2023. 
To je prvo svetovno prvenstvo, ki ga gosti Indonezija, in drugo, ki ga gostijo tako Filipini kot Japonska, pri čemer sta oba prvič gostila turnir let 1978 in 2006.    Turnir bo tudi drugi od treh zaporednih svetovnih prvenstev, ki bodo potekala v Aziji, po tem kdaj je Kitajska gostila turnir leta 2019 in Katar, ki ga bo gostil prvenstvo leta 2027, in prvič v zgodovini turnirja, ko se država gostiteljica ni kvalificirala.
Turnir bo služil kot kvalifikacije za poletne olimpijske igre 2024, kamor se bosta skupaj z gostiteljico turnirja Francijo uvrstili najboljši dve ekipi iz S.Amerike,J.Amerike,Evrope,Afrike, Azije in Oceanije.
Španci so branilci naslova, potem ko so v finalu leta 2019 premagali Argentino!